# Associazione Sportiva Acireale 1947-1948
Questa voce raccoglie le informazioni riguardanti il  A.S. Acireale nelle competizioni ufficiali della stagione 1947-1948 Serie C.

## Stagione
La stagione Serie C 1947-1948 (Lega Interregionale Sud) nel Girone T inizia con la volontà di Leonardi di cedere la presidenza, pur rimanendo nella società in favore di Sebastiano Fichera commerciante agrumicolo, il tutto per poter competere alle più titolate squadre del girone. Dopo un mercato pessimo e inevitabile ripercussione nei risultati, si arriva alla 6ª giornata dove i granata perdono rovinosamente il derby con il Catania, si decide di rinforzare la rosa e si affida al tecnico/giocatore Armando Creziato degli ottimi acquisti, i centrali Santunione e Pala, l'attaccante Banfi e il portiere Rega.
I risultati arrivano sia in casa che fuori casa, una serie di risultati positivi, interrotti solo dalla sconfitta con l'Arsenale Messina per arrivare al derby con il Catania dove il portiere Rega, che nonostante la buona stagione verrà ricordato per la sfortunata e incredibile "papera" nel derby a Catania, così regalando la vittoria alla squadra di casa per 2a1, che ingenerano sospetti e polemiche che vengono alimentati dal passaggio in rossoazzuro dello stesso a fine campionato. 
Il campionato si concluderà con un meritato quarto posto a pari punti con Arsenale Messina e Drepanum buono per la permanenza in C.

## Rosa
| N. |                   | Ruolo | Calciatore                      |
| -- | ----------------- | ----- | ------------------------------- |
|    | Italia (bandiera) | P     | Amedeo Rega                     |
|    | Italia (bandiera) | D     | A. Spada                        |
|    | Italia (bandiera) | D     | Perna                           |
|    | Italia (bandiera) | D     | Gisleno Santunione              |
|    | Italia (bandiera) | D     | A. Barattucci                   |
|    | Italia (bandiera) | C     | Conti                           |
|    | Italia (bandiera) | C     | Bruno Ventura                   |
|    | Italia (bandiera) | A     | R. Zafferana                    |
|    | Italia (bandiera) | A     | Raul Banfi                      |
|    | Italia (bandiera) | C     | Giambattista detto Rino Cortesi |
|    | Italia (bandiera) | A     | Armando Creziato                |

| N. |                   | Ruolo | Calciatore      |
| -- | ----------------- | ----- | --------------- |
|    | Italia (bandiera) | P     | Renato Civaschi |
|    | Italia (bandiera) | C     | Mario Pala      |
|    | Italia (bandiera) | A     | Giuseppe Rizzo  |
|    | Italia (bandiera) |       | Sciuto          |
|    | Italia (bandiera) |       | Viola           |
|    | Italia (bandiera) |       | Maestri         |
|    | Italia (bandiera) |       | Del Bello       |

## Risultati

### Serie C 1947-1948 (Lega Interregionale Sud) Girone T

#### Girone di andata
| 2 novembre 1947 1ª giornata         | Cantieri Navali | 2 – 0 | Acireale | Stadio Acquasanta |
| \| \| \| \| \| ? \| Marcatori \| \| |                 |       |          |                   |
|                                     |                 |       |          |                   |
| ?                                   | Marcatori       |       |          |                   |

| Arbitro: | Irlando (Torre Annunziata) |

|                   |           |                    |
| Del Bello 53’ 82’ | Marcatori | 8’ Salinas 70’Azzu |

| Catania 16 novembre 1947 3ª giornata            | Acireale  | 1 – 3       | Marsala | Stadio Cibali |
| \| \| \| \| \| ? \| Marcatori \| Riccobono ? \| |           |             |         |               |
|                                                 |           |             |         |               |
| ?                                               | Marcatori | Riccobono ? |         |               |

| 23 novembre 1947 4ª giornata        | Gioiese   | 2 – 0 | Acireale |  |
| \| \| \| \| \| ? \| Marcatori \| \| |           |       |          |  |
|                                     |           |       |          |  |
| ?                                   | Marcatori |       |          |  |

| Arbitro: | Nunnari (Reggio Calabria) |

|                |           |  |
| Creziato Rizzo | Marcatori |  |

| Arbitro: | Santese (Taranto) |

|                                  |           |                                                 |
| Zafferana 21' Mirabella 85' aut’ | Marcatori | 12' Cadei 34' Cadei 47' Rigamonti 75' Rigamonti |

| 14 dicembre 1947 7ª giornata | Nissena | 0 – 0 | Acireale |  |

| Canicattì 21 dicembre 1947 8ª giornata | Canicattì | 1 – 1 | Acireale |  |
| \| \| \| \| \| ? \| Marcatori \| ? \|  |           |       |          |  |
|                                        |           |       |          |  |
| ?                                      | Marcatori | ?     |          |  |

| Arbitro: | Vollero (Frattamaggiore) |

|                              |           |  |
| Creziato 16' Gallo (aut) 39' | Marcatori |  |

| 4 gennaio 1948 10ª giornata | Acireale                      | 0 – 0 | Reggina | \| Arbitro: \| Colamarino (Torre Annunziata) \| |
| Arbitro:                    | Colamarino (Torre Annunziata) |       |         |                                                 |

| Augusta 11 gennaio 1948 11ª giornata  | Megara Augusta | 1 – 1 | Acireale | Campo Palma |
| \| \| \| \| \| ? \| Marcatori \| ? \| |                |       |          |             |
|                                       |                |       |          |             |
| ?                                     | Marcatori      | ?     |          |             |

| 18 gennaio 1948 12ª giornata        | Acireale  | 3 – 0 | Termini |  |
| \| \| \| \| \| ? \| Marcatori \| \| |           |       |         |  |
|                                     |           |       |         |  |
| ?                                   | Marcatori |       |         |  |

| 25 gennaio 1948 13ª giornata                       | Acireale  | 2 – 0 | Drepanum |  |
| \| \| \| \| \| Banfi Rizzo Rig’ \| Marcatori \| \| |           |       |          |  |
|                                                    |           |       |          |  |
| Banfi Rizzo Rig’                                   | Marcatori |       |          |  |

| Arbitro: | Menicone (Macerata) |

|                                |           |                                  |
| Sudati 31’ (rig.) Servetto 56’ | Marcatori | 21’Creziato 27’Banfi 76’Creziato |

| Barcellona P.G. 8 febbraio 1948 15ª giornata | Igea Virtus | 1 – 1 | Acireale |  |
| \| \| \| \| \| ? \| Marcatori \| ? \|        |             |       |          |  |
|                                              |             |       |          |  |
| ?                                            | Marcatori   | ?     |          |  |

#### Girone di ritorno
| Arbitro: | Cilento (Milano) |

|       |           |  |
| Banfi | Marcatori |  |

| Arbitro: | Leone (Palermo) |

|                       |           |          |
| D'Andrea 42’ Fucà 47’ | Marcatori | 82’ Pala |

| Marsala 29 febbraio 1948 18ª giornata | Marsala   | 1 – 0 | Acireale |  |
| \| \| \| \| \| ? \| Marcatori \| \|   |           |       |          |  |
|                                       |           |       |          |  |
| ?                                     | Marcatori |       |          |  |

| Arbitro: | Seo (Napoli) |

|                      |           |  |
| Banfi Perna Creziato | Marcatori |  |

| 14 marzo 1948 20ª giornata | Notinese | 0 – 0 | Acireale |  |

| Arbitro: | Paudice (S.Giorgio a Cremano Na) |

|                          |           |               |
| Prevosti 20' Perrone 77' | Marcatori | 47' Zafferana |

| 28 marzo 1948 22ª giornata            | Acireale  | 2 – 1 | Nissena |  |
| \| \| \| \| \| ? \| Marcatori \| ? \| |           |       |         |  |
|                                       |           |       |         |  |
| ?                                     | Marcatori | ?     |         |  |

| Arbitro: | Brienza (Potenza) |

|         |           |  |
| Ventura | Marcatori |  |

| Agrigento 11 aprile 1948 24ª giornata | Agrigento | 2 – 1 | Acireale |  |
| \| \| \| \| \| ? \| Marcatori \| ? \| |           |       |          |  |
|                                       |           |       |          |  |
| ?                                     | Marcatori | ?     |          |  |

| Reggio Calabria 25 aprile 1948 25ª giornata         | Reggina   | 1 – 1      | Acireale |  |
| \| \| \| \| \| Sperti \| Marcatori \| Rizzo rig. \| |           |            |          |  |
|                                                     |           |            |          |  |
| Sperti                                              | Marcatori | Rizzo rig. |          |  |

| Arbitro: | DeToma (Bari) |

|          |           |  |
| Creziato | Marcatori |  |

| Arbitro: | Riolo (Palermo) |

|              |           |                |
| Giovenco 24' | Marcatori | Santunione 91' |

| Arbitro: | De Angelis (Salerno) |

|         |           |             |
| Petrini | Marcatori | Creziato II |

| Arbitro: | Paudice (S.Giorgio a Cremano Na) |

|               |           |  |
| Zafferana 64' | Marcatori |  |

| Arbitro: | Vollero (Frattamaggiore) |

|               |           |  |
| Banfi Cortesi | Marcatori |  |